# منال (خواننده)
مَنال (انگلیسی: Manal؛ زادهٔ ۱۸ سپتامبر ۱۹۹۳) خواننده، ترانه‌پرداز اهل مراکش است. وی از سال ۲۰۱۵ میلادی تاکنون مشغول فعالیت بوده‌است.
وی در اکتبر ۲۰۲۲، با همکاری ردوان، نورا فتحی، بلقیس احمد فتحی و رحمه ریاض ترانهٔ «آسمان را نورباران کن» را در جام جهانی فوتبال ۲۰۲۲ در قطر اجرا کرد.